# 滾輪式加法器

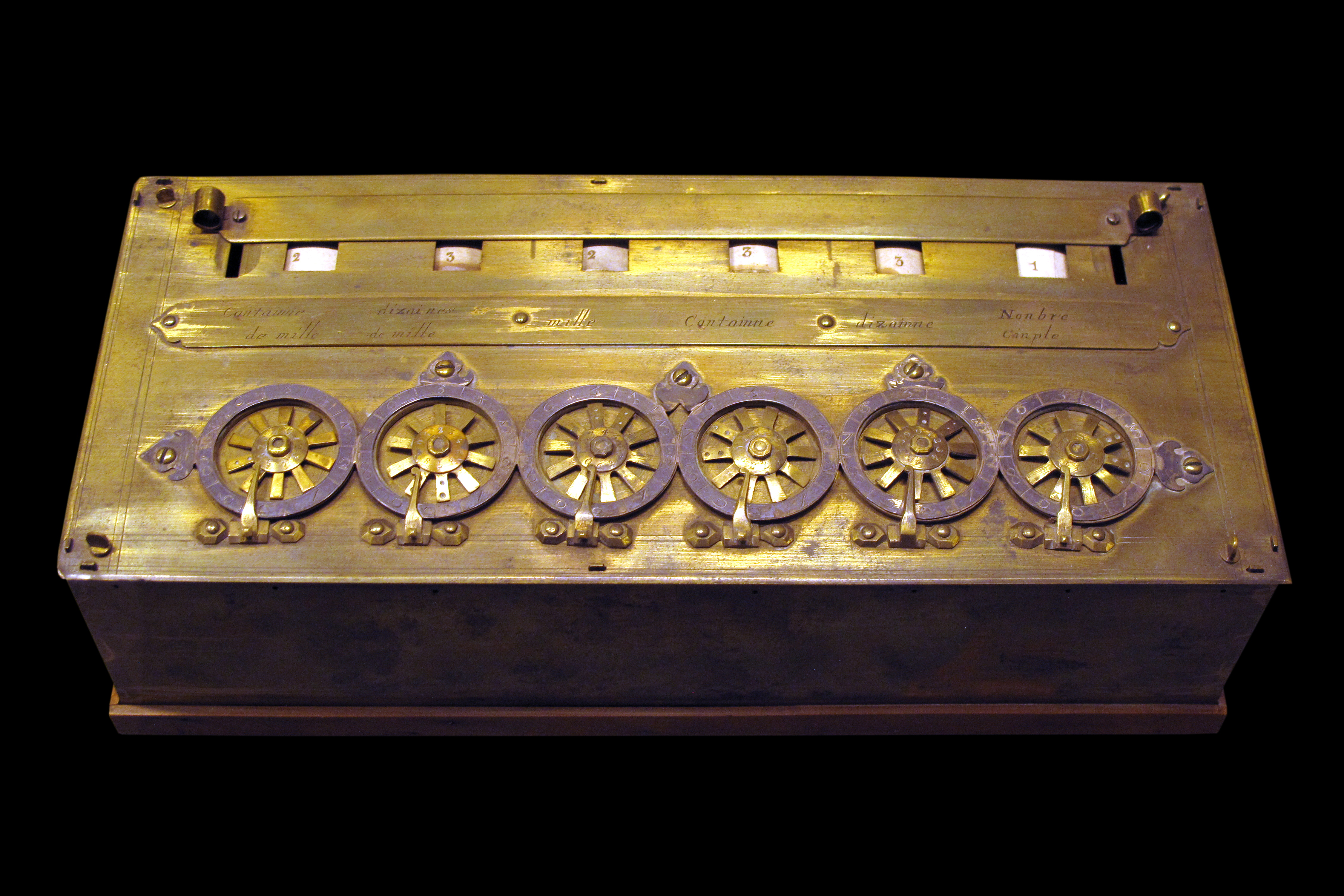
1652年生產的一台帶有帕斯卡签名的滾輪式加法器

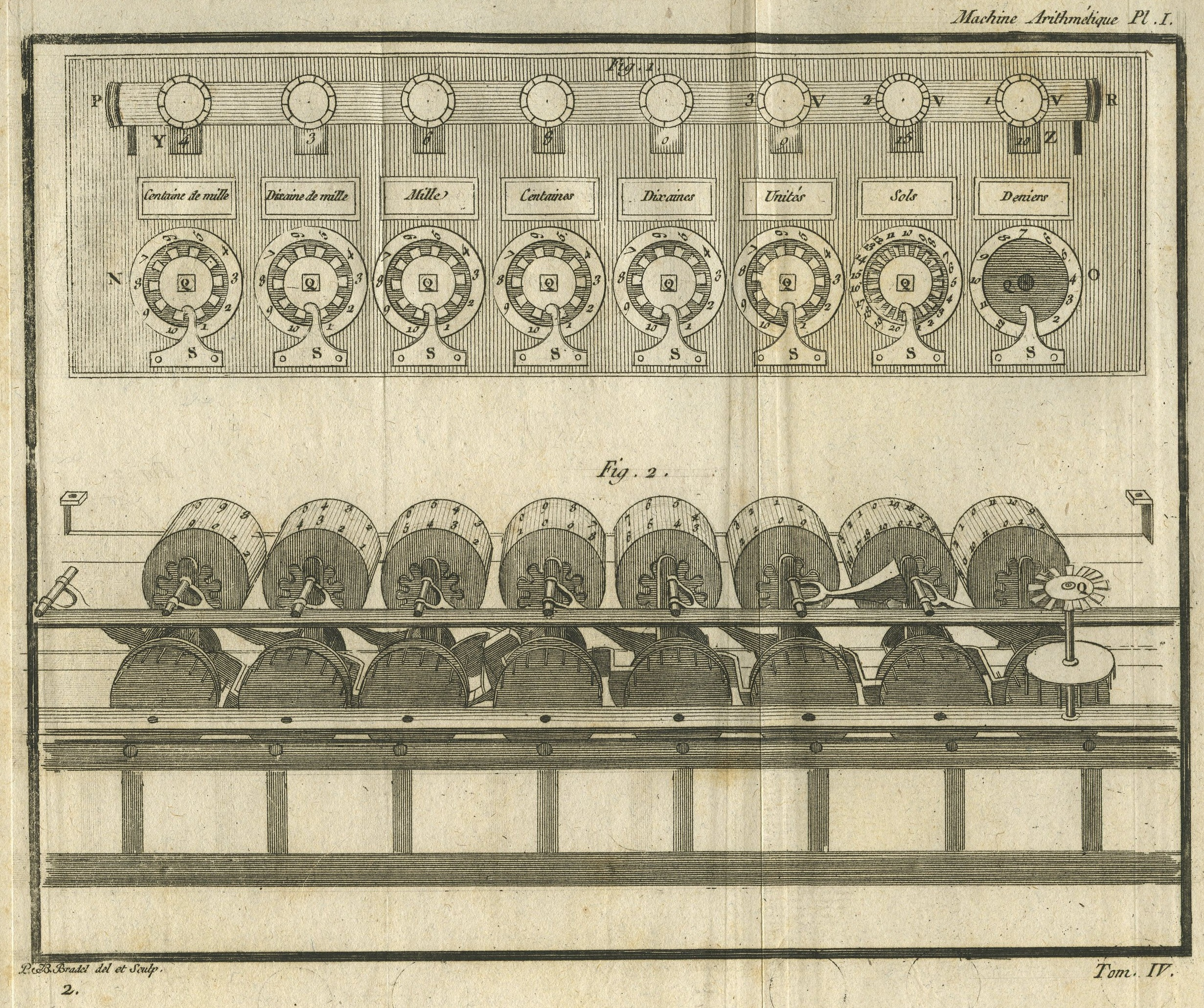
滾輪式加法器的俯视图和從下往上看的內部剖析圖

滾輪式加法器又称帕斯卡計算器，是1642年由布莱兹·帕斯卡发明的一种机械计算器。當時布莱兹·帕斯卡在鲁昂担任税务监督员，由於稅務工作需要进行繁琐的算术计算，這一因素促使他开发出滾輪式加法器。他设计的机器可以直接对两个数字进行加减运算，并能通过重复加减运算以達到乘除运算的目的。
此後布莱兹·帕斯卡又建造了50台原型机，1645年，他将滾輪式加法器公之於眾，并将其献给了皮埃尔·塞吉埃。在接下来的十年里，帕斯卡又制造了大约20台滾輪式加法器，其中很多都是在他最初的设计基础上改进的。1649年，法国国王路易十四授予帕斯卡尔一项皇室特权（类似于专利），使他拥有在法国设计和制造計算器的独家权利。现存的滾輪式加法器共有9台，大部分都在欧洲博物馆展出。

## 用途
帕斯卡計算器有十進制和非十進制兩種，兩種今天都可以在博物館看到。 它們是為科學家、會計師、和測量師使用而設計的。 最簡單的帕斯卡計算器有五個錶盤； 後來的變體最多有十個錶盤。
當代法國貨幣體系使用里弗尔(livres)、索爾(sols)和丹尼爾(deniers)，一里弗為 20 索爾，一索爾為 12 丹尼爾。 長度以 toises、pieds、pouces 和 lignes 為單位測量，6 pieds到toise，12 pouces到pied ，和12 lignes到1 pouces。 因此，帕斯卡計算器需要以 6、10、12 和 20 為基數的輪子。非小數輪子總是位於小數部分之前。